# グレーヴェ・イン・キアンティ
グレーヴェ・イン・キアンティ（伊: Greve in Chianti）は、イタリア共和国トスカーナ州フィレンツェ県にある、人口約13,000人の基礎自治体（コムーネ）。
1990年代にはじまった「スローシティ（チッタ・スロー）運動」の中心となった自治体のひとつである。

## 地理

### 位置・広がり

#### 隣接コムーネ
隣接するコムーネは以下の通り。括弧内のSIはシエーナ県、ARはアレッツォ県所属を示す。
- バーニョ・ア・リーポリ
- バルベリーノ・タヴァルネッレ (タヴァルネッレ・ヴァル・ディ・ペーザ)
- カステッリーナ・イン・キアンティ (SI)
- カヴリーリア (AR)
- フィリーネ・エ・インチーザ・ヴァルダルノ
- インプルネータ
- ラッダ・イン・キアンティ (SI)
- リニャーノ・スッラルノ
- サン・カシャーノ・イン・ヴァル・ディ・ペーザ

### 気候分類・地震分類
グレーヴェ・イン・キアンティにおけるイタリアの気候分類 (it) および度日は、zona E, 2126 GGである。
また、イタリアの地震リスク階級 (it) では、zona 3 (sismicità bassa) に分類される。

## 行政

### 分離集落
グレーヴェ・イン・キアンティには以下の分離集落（フラツィオーネ）がある。
- Chiocchio, Cintoia, Dudda, Ferrone, Greti, Lamole,  La Panca, Lucolena, Montefioralle, Panzano in Chianti, Passo dei Pecorai, Poggio alla Croce, San Polo in Chianti, Strada in Chianti

## 文化・観光
「スローシティ」加盟都市である。
街の中心部から2km程の丘に、ヴェッラッツァーノ城がある。この城の所有者であったヴェラッツァーノ家からは、16世紀前半にヨーロッパ人として北アメリカ大陸東海岸を初めて探検したとされるジョヴァンニ・ダ・ヴェッラッツァーノが出ている。

## 姉妹・提携都市
- Greve Strand, デンマーク
- Sonoma, USA
- ファイツヘーヒハイム, ドイツ
- Farsia, 西サハラ
- オセール, フランス
- Brtonigla, クロアチア
- Jesenice, クロアチア
- 牛久市（日本・茨城県）
  - 2013年12月16日 友好都市協定調印[8]

「スローシティ」の理念に基づく提携先を日本に求めていたグレーヴェ・イン・キアンティから、ワインの一貫生産醸造所である「シャトーカミヤ」や里山の景観が残る牛久市に打診。牛久市側も「スローシティのまちづくり」理念とワイン生産の共通点から提携の機運が生じる。民間交流を深めたうえ、グレーヴェ・イン・キアンティで協定に調印。